# Російський державний художньо-промисловий університет імені Сергія Строганова
Російський державний художньо-промисловий університет імені Сергія Строганова (рос. Российский государственный художественно-промышленный университет имени Сергея Строганова) — один з найстаріших мистецьких навчальних закладів утворених за часів Російські імперії для підготовки спеціалістів у галузі промислового, монументально-декоративного і прикладного мистецтва, інтер'єру.

## Історія

### Рисувальні школи
Художньо-промислова академія була заснована 1825 року в Москві графом Сергієм Григоровичем Строгановим як школа підготовки художників декоративно-прикладного мистецтва і спочатку називалась «Рисувальна школа призначена мистецтву і ремеслам» (рос. «Рисовальная школа в отношении к искусствам и ремеслам».
Рисувальна школа відзначалась демократичними основами, що були закладені Сергієм Строгановим: безкоштовне навчання і харчування учнів, дітей зараховували з родин різночинців і кріпаків, головним критерієм відбору було не привілейоване становище батьків, а обдарованість вступника, його здібності до малювання, художньої творчості.
Школа була розрахована на 360 осіб. На початку існування школи навчання проводилось за трьома спеціалізаціями:
- креслення, геометрія, малювання машин;
- малювання фігур і тварин;
- малювання квітів і прикрас.

Проте, вже 1830 року сформовано клас з навчання технічного набивного рисунка, а 1837 року — клас «ліплення з глини прикрас і фігур». У 1843 році Сергій Строганов передає Школу під патронат міста, і вона стає державним навчальним закладом з підготовки художників декоративно-прикладного мистецтва, отримавши назву Друга рисувальна школа. У цей період була закладена традиція комплектація педагогічних кадрів із власних вихованців. У 1840—1850 рр. у школі викладали: М. В. Васильєв, П. А. Нісевін, Ф. І. Ясновський. Пізніше вони були удостоєні звання академіков Імператорської Академії мистецтв.

### Строгановське училище
1860 року Московські рисувальні школи були об'єднані в Строгановське училище технічного рисунку.
Затверджується новий Статут училища, згідно з яким навчання відбувається впродовж 5 років і в останні два роки вводяться спеціальності з ткацтва, набивки і орнаменту. Також викладається курс «Краткие понятия о начале изящного в художестве» з розділом історії мистецтва. При училищі відкриваються майстерні з ткацтва, набивки, ліплення, живопису і літографії, а близько 1867 року — керамічна майстерня.
В училище приймалися діти не молодше 12 років, незалежно від їх матеріального становища. Училище забезпечувало 200 учнів повним комплектом навчання, а близько 50 учнів могли розраховувати на звільнення, «по бідності», від сплати за навчальні матеріали. Після успішного закінчення видавався диплом вченого рисувальника. При училищі було організовано Жіноче рисувальне відділення розраховане на 50 учениць, функціювали безкоштовні недільні класи рисунку для осіб усіх станів і віку. Училище знаходилось під відомством Департаменту мануфактури і внутрішньої торгівлі Міністерства фінансів.
Педагоги та учні проводили величезну роботу з вивчення художнього спадку Давньої Русі: виконані зліпки-копії з унікального білокам'яного декору храмів Владимиро-Суздальських земель XII—XIII століть, копії з барельєфів давніх воріт Софії Новгородської, копії з давніх рукописів. Загалом у період з 1862—1867 рр. було створено близько 1000 зразків, які були представлені на виставках у Москві й Петербурзі. На Міжнародній виставці в Парижі 1867 року Строгановське училище отримало срібну медаль за ці експозиції.
1864 року на базі училища засновують «Художньо-промисловий музей» — перший музей у Москві, у якому представлено твори декоративно-прикладного мистецтва, відкритий для відвідувачів у 1868 році.
Колективом педагогів і учнів Строгановського училища технічного рисунку під керівництвом директора училища Віктора Бутовського було підготовлено та надруковано у 1870 році альбом давніх копій зразків давньоруського книжкового орнаменту X—XVI століть.
1892 році училище переїхало у спеціально побудовану споруду по вулиці Рождественка 11, нині будівля Московського архітектурного інституту. Автор перебудови — викладач училища, архітектор Сергій Соловйов.
23 лютого 1901 року «на честь 75-річчя від дня заснування» Строгановське училища технічного рисунку було перейменоване в «Імператорське Строгановське Центральне Художньо-Промислове Училище» та за патронатом Великої княгині Єлизавети Федорівни передано ділянку землі для потреб училища по вулиці Мясницькій у Москві.
За період найвищого розквіту Строгановского училища була вихована плеяда талановитих митців, що увійшла в історію зображульного й декоративно-ужиткового мистецтва за часів Російської імперії. Серед них: скульптор Микола Андреєв — автор памятника М. Гоголю в Москві, скульптор Сергій Альошин, театральний художник Володимир Єгоров — автор сценографії спектаклю «Синій птах», незабаром головний художник радянського кіно; педагог-методист і учений, автор ряду книг з композиції Олександр Баришников, Микола Соболєв — спеціаліст із декоративно-ужиткового мистецтва, автор праць: «Стилі меблів», «Руська набивка», «Сплав чавуну в російській архітектурі», художник-сценограф Федір Федоровський, довгий час головний художник Большого театру в Москві.
Викладачами училища предреволюційного десятиліття були:
- колишні випускники, талановиті художники і педагоги — Павло Пашков, Сергій Вашков, Сергій Ягужинский,
- а також випускники інших інститутів, відомі архитектори
- — Станислав Ноаковський, Іван Жолтовський, Лев Кекушев, Олексій Рухлядєв, Олексій Щусєв, Дмитро Сухов, Федір Горностаєв, Федір Шехтель; живописці — Михайло Врубель, Костянтин Коровін, Павло Кузнецов, Костянтин Первухін та інші.

### ХХ століття
У 1918 році, після Жовтневої революції, училище було реорганізовано у Перші вільні державні художні майстерні (рос. Первые Свободные государственные художественные мастерские). У 1920 році на базі Перших і Других вільних державних майстерень було організовано Вхутемас.
1928 року ВХУТЕМАС реорганізовано в Московський вищий художньо-технічний інститут — ВХУТЕІН, який у 1930 році розділився на кілька самостійних інститутів:
- Архітектурний (нині МАрхІ)
- Художній (нині Московський державний академічний художній інститут імені В. І. Сурікова)
- Поліграфічний (нині Поліграфічний інститут)
- Текстильний (нині Московський державний текстильний університет ім. А. Н. Косигіна)

У 1945 році колишнє Строгановське училище було відновлено під назвою Центральне Московське художньо-промислове училище (МЦХПУ).
З 1948 — Московське вище художньо-промислове училище (колишнє Строгановське). В той час в училищі викладали такі педагоги, як Ст. Е. Єгоров, Н. Н. Соболєв, Р. В. Мотовилов, П. В. Кузнєцов, А. В. Купрін, В. Ф. Бордиченко та інші.
1952 року в МВХПУ (колишньому Строгановському) відкривається аспірантура, утворюється Дисертаційна рада по присвоєнню вченого ступеню кандидатам мистецтвознавства.
У 1957 році Строгановське училище переїжджає до нового приміщення по Волоколамському шосе 9 (архітектори Іван Жолтовський і Георгій Лебедєв). Починається значне розширення списку спеціальностей і створюються нові кафедри.
1960 року проводиться реорганізація МВХПУ. В училищі формується три факультети: Промислове мистецтво, Інтер'єр та обладнання, Монументально-декоративне і прикладне мистецтво. МВХПУ стає головним вузом серед аналогічних вищих навчальних закладів країни: навчальні програми, розроблені в училищі як типові, використовуються іншими вузами.
У 1992 році Вище художньо-промислове училище отримало назву Московського художньо-промисловий інституту ім. С. Р. Строганова.
1996 рік — Московський державний художньо-промисловий університет імені С. Р. Строганова. Була відкрита Рада по захисту докторських дисертацій і докторантура. З 1999 року вводиться спеціальність «реставрація» з підготовки бакалаврів і магістрів.
2005 році до 180-річчя університету в різних виставкових залах Москви та області проходила серія виставок давніх та сучасних експонатів університету. Факультет «Промислового мистецтва» отримав назву «Дизайн».
З 2009 року — Московська державна художньо-промислова академія імені С. Р. Строганова.

## Назви
- 1825—1843 — Рисувальна школа призначена мистецтву та ремеслам (рос. Рисовальная школа отношении к искусствам и ремеслам)
- 1843—1860 — Друга рисувальна школа (рос. Вторая рисовальная школа)
- 1860—1873 — Строгановське училище технічного рисунку (рос. Строгановское училище технического рисования)
- 1873—1901 — Строгановське центральне училище технічного рисунку (рос. Строгановское Центральное училище технического рисования)
- 1901—1918 — Імператорське Строгановське центральне художньо-промислове училище (рос. Императорское Строгановское Центральное художественно-промышленное училище)
- 1918—1920 — Перші Вільні державні художні майстерні (рос. Первые Свободные государственные художественные мастерские)
- 1920—1926 — Вищі художньо-технічні майстерні, ВХУТЕМАС (рос. Высшие художественно-технические мастерские, ВХУТЕМАС)
- 1926—1930 — Вищий художньо-технічний інститут, ВХУТЕІН (рос. Высший художественно-технический институт, ВХУТЕИН)
- 1945—1948 — Московське центральне художньо-промислове училище, МЦХПУ (колишнє Строгановське) (рос. Московское центральное художественно-промышленное училище, МЦХПУ (бывшее Строгановское))
- 1948—1992 — Московське вище художньо-промислове училище (колишнє Строгановське) (рос. Московское высшее художественно-промышленное училище (бывшее Строгановское))
- 1992—1996 — Московський художньо-промисловий інститут імені С. Р. Строганова, МХПІ ім. Строганова (рос. Московский художественно-промышленный институт имени С. Г. Строганова, МХПИ им. Строганова)
- 1996—2009 — Московський державний художньо-промисловий університет імені С. Р. Строганова, МГХПУ ім. Строганова (рос. Московский государственный художественно-промышленный университет имени С. Г. Строганова, МГХПУ им. Строганова)
- з 2009 — Московська державна художньо-промислова академія імені С. Р. Строганова, МГХПА ім. С. Р. Строганова (рос.Московская государственная художественно-промышленная академия имени С. Г. Строганова, МГХПА им. С. Г. Строганова)

## Академія сьогодні
МДХПА проводить підготовку художників за 5 спеціальностями і 17 спеціалізаціями: проектування інтер'єру і меблів, розробка декоративних меблевих тканин, готує фахівців у різних галузях дизайну, істориків і теоретиків мистецтва, художників монументального живопису і скульпторів, художників декоративно-прикладного мистецтва (метал, кераміка і скло), реставраторів монументального живопису, меблів і художнього металу.

## Факультети і кафедри

### Факультет дизайну
- Кафедра комунікативного дизайну
- Кафедра промислового дизайну
- Кафедра дизайну засобів транспорту
- Кафедра дизайну средового
- Кафедра дизайну меблів
- Кафедра дизайн-текстилю

### Факультет монументально-декоративного і прикладного мистецтва
- Кафедра художнього проектування інтер'єрів
- Кафедра монументально декоративної скульптури
- Кафедра монументально-декоративного живопису
- Кафедра мистецтва графіки
- Кафедра художньої кераміки
- Кафедра художнього скла
- Кафедра художнього металу

### Факультет мистецтва реставрації
- Кафедра реставрації монументально-декоративного живопису
- Кафедра художньої реставрації меблів
- Кафедра реставрації художнього металу
- Кафедра історії і теорії декоративного мистецтва і дизайну
- Загальновузівські кафедри — Кафедра академічного малюнка — Кафедра академічного живопису — Кафедра академічної скульптури — Кафедра основ архітектури, композиції та графіки — Кафедра історії мистецтв і гуманітарних наук

## Відомі персоналії
- Категорія:Випускники Московської державної художньо-промислової академії імені С. Г. Строганова
- Категорія:Викладачі Московської державної художньо-промислової академії імені С. Г. Строганова